# Venus In Flames
Venus In Flames een de band van de Belgische singer-songwriter Jan De Campenaere.

## Geschiedenis
Venus In Flames werd in 1999 opgericht en werd al snel geselecteerd voor een wedstrijd van Studio Brussel. In 2000 werden ze vervolgens derde in Humo's Rock Rally, de meest prestigieuze wedstrijd voor bands in België. Hierna nam Venus In Flames een hoge vlucht, ze speelden onder andere in het voorprogramma van Novastar, Arid, K's Choice en nog vele anderen. In 2001 bracht de band de ep Cynthia's Gone uit. In 2003 verscheen vervolgens het debuut Notes Of Tenderness, dat opgenomen werd in samenwerking met Gert Bettens van K's Choice. Venus In Flames stond hiermee op festivals als Marktrock, Dranouter en Pukkelpop. De plaat werd ook uitgebracht in Duitsland, Luxemburg, Oostenrijk, Zwitserland en Nederland. Drie jaar later, in 2006, kwam opvolger Shadowlands uit. In 2009 volgde de meer akoestische plaat Intimacy, met daarop de radiohit Hanging On. De band toerde door België, Nederland, Luxemburg, Duitsland en Frankrijk. In 2013 kwam het album Funeral Dancer uit, met daarop Dance With Me, een duet met Sam Bettens dat een hoge notering bereikte in hitlijsten in Griekenland, Kosovo en Macedonië.

## Bezetting
Venus In Flames bestaat uit:
- Jan De Campenaere - zang, gitaar, piano
- Gert Bettens - gitaar, achtergrondzang
- Reinout Swinnen - toetsen, achtergrondzang
- Tim Coenen - basgitaar, achtergrondzang
- Regine Mosuse (overleden 2023) - drums, achtergrondzang

## Discografie

### Albums
| Album met hitnotering(en) in de Vlaamse Ultratop 200 albums | Datum van verschijnen | Datum van binnenkomst | Hoogste positie | Aantal weken | Opmerkingen |
| ----------------------------------------------------------- | --------------------- | --------------------- | --------------- | ------------ | ----------- |
| Shadowlands                                                 | 20-03-2006            | 01-04-2006            | 66              | 2            |             |
| Intimacy                                                    | 20-02-2009            | 28-02-2009            | 49              | 5            |             |
| Funeral dancer                                              | 04-10-2013            | 19-10-2013            | 149             | 1            |             |

### Singles
| Single met hitnotering(en) in de Vlaamse Ultratop 50 | Datum van verschijnen | Datum van binnenkomst | Hoogste positie | Aantal weken | Opmerkingen     |
| ---------------------------------------------------- | --------------------- | --------------------- | --------------- | ------------ | --------------- |
| Hanging on                                           | 2009                  | 11-04-2009            | tip10           | -            |                 |
| Open your eyes                                       | 01-04-2013            | 18-05-2013            | tip85           | -            |                 |
| Dance with me                                        | 2014                  | 08-02-2014            | tip65           | -            | met Sam Bettens |

### Ep
- Cynthia's gone (2001)